# التسلسل الزمني لمدينة زنجبار

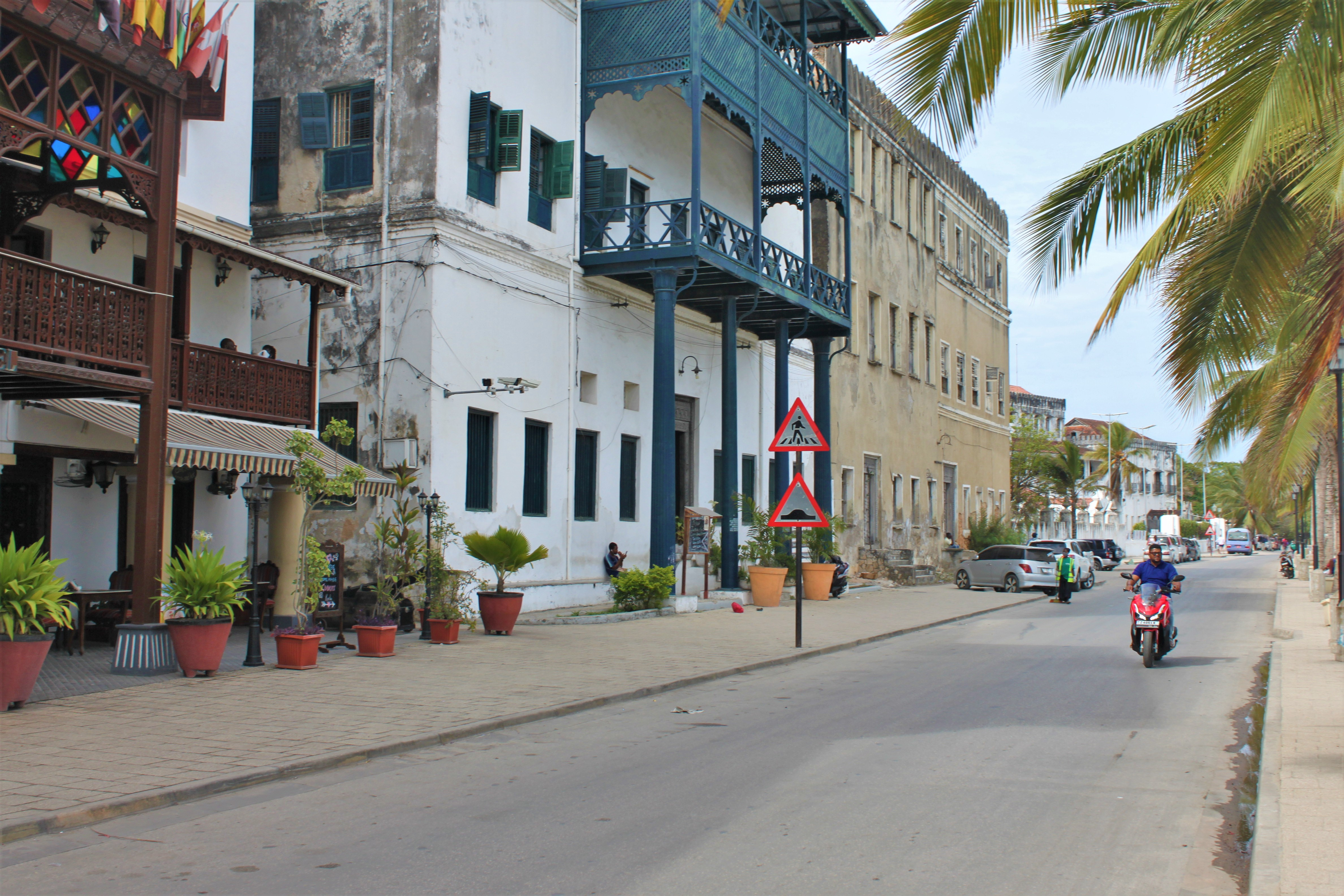
مدينة زنجبار. طريق مزينجاني

اللائحة التالية هي تسلسل زمني لتاريخ مدينة زنجبار وجزيرة أنغوجا التابعتين لزنجبار - تنزانيا. وتتكون تلك المدينة من انجمبا وستون تون.

## ماقبل القرن ال 19
- 1700 - (تقديري) بنى العمانيون قلعة زنجبار القديمة[1]
- 1710 - استلمت السيدة فاطمة [الإنجليزية] حكم أنغوجا.[2]
- 1746 - "وضع العرب حاميتهم في الحصن.[2]
- 1753 - تعرض الحصن لهجوم فاشل من المزاريع من ممباسا.[2]
- 1784 - أضحت زنجبار جزءا من عمان[2]

## القرن ال 19
- 1830 - بني قصر متوني بالقرب من المدينة.[3]
- 1832 - نقل السلطان سعيد بن سلطان عاصمة سلطنة مسقط وعمان من مسقط إلى زنجبار.[4]
- 1836 - فتح قنصلية الولايات المتحدة في زنجبار.[4]
- 1841 - فتح القنصلية البريطانية.[5]
- 1844 - فتح القنصلية الفرنسية.[6]
- 1850 - بناء حمامات كيدتشي.[7]
- 1856 - تولى السلطان ماجد بن سعيد الحكم.[8]
- 1870
  - تولى السلطان برغش بن سعيد حكم زنجبار.[5]
  - وصل تعداد السكان: 70,000 (تقديري).[5]
- 1872 - ضرب الجزيرة اعصار.[9]
- 1873 - أجبرت بريطانيا على إغلاق سوق العبيد.[5]
- 1879 - بناء الكنيسة الأنجليكانية.[4]
- 1880 - بناء قصر مرحوبي.[3]
- 1883 - بناء قصر العجائب.
- 1888 - بناء الحمامات الفارسية.
- 1890 - معاهدة هليغولاند-زنجبار وبدء الهيمنة البريطانية.
- 1896 - 27 أغسطس: الحرب الإنجليزية الزنجبارية.
- 1897 - إلغاء تجارة الرقيق.[10]

## قرن ال 20
- 1904 -البدء بتشييد مبنى سوق دراجاني ماركت.
- 1905
  - شيّد سكة حديد بوبوبو.
  - الطاعون.[11]
- 1910
  - تشييد مبنى المحاكم.[4]
  - السكان: 35,262.[12]
- 1914 - 20 سبتمبر: أغرقت البارجة الألمانية كونيغبيرغ الطراد البريطاني بيغاسوس قبالة الميناء.
- 1925 - أسس متحف السلام التذكاري.[13][3]
- 1935 - إنشاء حدائق اليوبيل.[14]
- 1948
  - الإضراب العام.[5][15]
  - تعداد السكان: 45,284.[16]
- 1957 - تأسيس حزب أفروشيرازي في المدينة.
- 1961 - يونيو: قلاقل بعد الانتخابات.[17]
- 1964
  - 12 يناير: ثورة زنجبار؛ أضحت المدينة عاصمة جمهورية زنجبار الشعبية.
  - أبريل: انضمت سلطنة زنجبار إلى جمهورية تنزانيا الاتحادية الوليدة.
  - أصبحت مدينة زنجبار عاصمة لإقليم زنجبار الذي يتمتع بحكم شبه ذاتي.[5]
  - امتورو ريحاني أصبح حاكما لها.[18]
- 1966 - تشييد مبنى كيكواجوني الحكومي.[19]
- 1972 - 7 أبريل: اغتيال عبيد كرومي.
- 1973 - افتتاح تلفزيون زنجبار.
- 1985
  - البدء بتحرير الاقتصاد.[19]
  - السكان: 133,000 (تقديري).[20]
- 1994
  - إعادة تجديد متحف القصر.
  - اعتماد خطة صيانة المدينة الحجرية.[21]
  - إعادة ترميم مبنى المستشفى القديم.
- 1997
  - إنشاء مهرجان زنجبار السينمائي الدولي.[22]
  - إعادة تأهيل ساحة كيلي.[14]
- 1999
  - مساحة المدينة: 1,600 هكتار.[21]
  - السكان: 195,000 (تقديري).[21]
- 2000 - صنفت ستون تاون موقعًا للتراث العالمي لليونسكو.[22]

## قرن ال 21
- 2005 - السكان: 220,000 (تقديري).[5]
- 2008 - 21 مايو-19 يونيو: انقطاع الكهرباء عن كامل الجزيرة.
- 2009-2010 - 10 ديسمبر–مارس: الانقطاع الثاني للكهرباء.
- 2009 - إعادة تأهيل حدائق فروداني.[14]
- 2012 - مظاهرات ضد الحكومة.[1]
- 2014 - يونيو: تعرض أحد مساجد المدينة لتفجير.[23]